# Misato Fukuen
Misato Fukuen (福圓 美里, Fukuen Misato) est une actrice de doublage japonaise seiyū née le 10 janvier 1982 à Tokyo.
Elle est connue pour être la voix de Miyuki Hoshizora dans Smile PreCure!.

## Biographie
Née le 10 janvier 1982 à Tokyo, elle commence sa carrière de seiyū en 1998 sous le nom de Misato Sakuragi (桜木 美里, Sakuragi Misato) dans le jeu vidéo Étude prologue ~yureugoku kokoro no katachi~ (ja) (Etude prologue 〜揺れ動く心のかたち〜).
Sa carrière sous le nom Misato Fukuen commence en 2000 avec la série télévisée d’animation Boys Be... (en) où elle joue la voix d’Aya Kurihara.
En 2004, elle forme avec Mai Kadowaki, le duo musical Tamago (ja). Elle forme aussi la même année avec Akiko Matsuzaki (ja) et Aya Hiramitsu une troupe théâtrale appelée Otome Kuroji (ja).

## Rôles notables

### 2000
- Boys Be... : Aya Kurihara

### 2001
- Prétear : Hajime

### 2003
- Battle Programmer Shirase : Amano Misao

### 2004
- The Marshmallow Times : Sandy

### 2005
- Black Cat : Eve, Tearju Lunatique
- Fushigiboshi no Futagohime : Princesse Lione
- Ultimate Girls : Silk Koharuno

### 2006
- Animal Crossing : Bouquet (Rosie dans le jeu vidéo)
- Bincho-tan : Chiku-rin
- Futari wa Pretty Cure Splash Star : Tomoya-kun
- Hataraki Man : Mayu Nagisa
- Mega Man Star Force : Misora Hibiki (Sonia Strumm)
- Red Garden : Lise Harriette Meyer
- Honey x Honey Drops : Yuzuru Hagino

### 2007
- Darker than Black : Yin
- Devil May Cry (anime) : Patty
- Ōkiku Furikabutte : Chiyo Shino'oka
- Shining Tears X Wind : Ryuna
- Hidamari Sketch : Natsume

### 2008
- Rosario + Vampire : Kurumu Kurono
- To Love-ru : Golden Darkness
- Yozakura Quartet : Hime Yarisakura
- Strike Witches : Yoshika Miyafuji
- Allison & Lillia : Carlo
- Soul Eater : Eruka Frog
- Rosario + Vampire Capu2 : Kurumu Kurono
- Hidamari Sketch x365 : Natsume

### 2009
- Street Fighter IV : Sakura Kasugano
- Star Ocean: The Last Hope : Reimi Saionji
- Fullmetal Alchemist: Brotherhood : Elicia Hughes
- Darker than Black: Ryūsei no Gemini : Yin
- Tokimeki Memorial 4 : Miyako Okura
- Triggerheart Exelica -Enhanced- : C'r_na

### 2010
- La Mélodie du ciel (So Ra No Wo To): Yumina
- Hidamari Sketch xHoshimittsu : Natsume
- Durarara!! : Saki Mikajima
- Strike Witches 2 : Yoshika Miyafuji
- Motto To Love-Ru : Golden Darkness
- Pocket Monsters: Best Wishes! : Satoshi's Mijumaru, Joi's Tabunne

### 2012
- Smile Precure! : Miyuki Hoshizora / Cure Happy, Bad End Happy[2],[3],[4]

### 2014
- Magi Moji Rurumo : Chiro
- Shinryaku! Ika Musume (OVA) : Keiko Furukawa[5]

### 2015
- JoJo's Bizarre Adventure: Stardust Crusaders : Iggy[6]
- Pretty Guardian Sailor Moon Crystal : Chibiusa Tsukino / Sailor Chibi Moon, Black Lady

### 2016
- Tales of Zestiria the X : Edna
- Pokémon Générations : Courtney
- Mobile Suit Gundam: The Origin (OVA) : Fraw Bow[7]

### 2017
- My Hero Academia : Himiko Toga

### 2019
- Stranger Case : Saki Yumihara[8]
- Val × Love : Ur[9],[10]
- Kyochū rettō (ja) (巨蟲列島?) : Ayumi Matsuoka[11],[12]

### 2023
- Looking up to Magical Girls: Venalita[13]